# Claudia Aravena
Claudia Aravena Abughosh (sinh ngày 21 tháng 10 năm 1968) là nghệ sĩ thuộc nghệ thuật thị giác, nhà giám tuyển, nhà làm phim ngắn và giáo sư lĩnh vực nghệ thuật đương đại người Chile.

## Cuộc đời và sự nghiệp
Claudia Aravena học thiết kế đồ họa tại trường Đại học ARCIS. Bà hoàn thành văn bằng về kỹ năng audiovisual và bà là thạc sĩ nghiên cứu nền văn hóa. Tác phẩm của bà thiên về nghệ thuật đô thị và nghệ thuật truyền thông thông, thể hiện qua các tác phẩm sắp đặt, nhiếp ảnh và thuyết trình theo phong cách audiovisual. Cảm hứng đô thị đóng vai trò trục cảm hứng chủ đạo, bên cạnh sự hợp nhất giữa tự truyện và bản sắc văn hóa.

## Các triển lãm và dấu ấn riêng
Trong suốt sự nghiệp của mình, Aravena tham gia nhiều triển lãm hợp tác với các nhà nghệ thuật khác hoặc do chính mình tổ chức, trong số đó có triển lãm Havana Biennial (2009), Video and New Media Santiago Biennial lần thứ 6 và thứ 7 (2007), và triển lãm Chilean Triennial lần thứ nhất (2009) tại Viện bảo tàng nghệ thuật đương đại Santiago. Bà cũng tham gia vào chương trình triển lãm Handle with Care (2007), La operación verdad, o la verdad de la operación, triển lãm tập thể tại viện Bảo tàng Đoàn kết Salvador Allende (2010), triển lãm Circa Berlin tại Trung tâm nghệ thuật đương đại Nikolaj ở Copenhagen (2005), triển lãm From the Other Site/Side tại viện Bảo tàng Nghệ thuật Đương đại ở Seoul (2006), triển lãm Video-Forum, triển lãm NBK tại Museo Rufino Tamayo tại Mexico City (2006), cùng với nhiều triển lãm khác được tổ chức tại Chile, Mỹ Latinh, Châu Âu và Châu Á.
Bà tham gia một số liên hoan phim quốc tế, bao gồm Liên hoan phim tài liệu quốc tế tại Paris, Liên hoan phim nghệ thuật quốc tế Palermo ở Ý, Liên hoan phim tài liệu quốc tế Leipzig ở Đức và Liên hoan phim tài liệu quốc tế lần thứ 9 ở Lisbon.
Năm 2002, bà được đề cử cho Giải thưởng Altazor Nghệ thuật Quốc gia trong hạng mục Nghệ thuật sắp đặt và video cho tác phẩm Lugar común, cùng với Guillermo Cifuentes.